# شاومي بوكو اكس 3
شاومي بوكو أكس 3 (بالإنجليزية: Xiaomi Poco X3)‏ هاتف أندرويد تم تطويره بواسطة شركة شاومي وتم الإعلان عنة في 7 سبتمبر 2020م ليأتي بالعديد من المميزات وأبرزهم شاشة 120 هرتز وينافس في الفئة المتوسطة ويحقق مبيعات ضخمة في مصر والوطن العربي.

## المواصفات

### الهاردوير
يأتي هاتف poco x3 بمعالج سناب دراجون 732 بتقنية (8) نانو مع معالج رسوميات ادرينو 618 مع 6 جيجا رام.

### الشاشة
شاشة موبايل Xiaomi Poco X3 من نوع IPS LCD بحجم 6.67 بوصة بذقة FHD+، وتغطي تقريبا 84.6% من الجهة الأمامية وكثافة البكسلات 395 لكل بوصة، تدعم تقنية العرض HDR10 و معدل تحديث 120 Hz وحماية Corning Gorilla Glass 5.

### البطارية
بطارية الهاتف 5160 مللي أمبير مع شحن سريع من نوع Type-C بقدرة 33 واط .

### نظام التشغيل
يعمل الهاتف بنظام اندرويد 10 مع واجهة مستخدم MIUI 12.

### الكاميرا
من الجهة الخلفية لهاتف شاومي بوكو اكس 3 كاميرا رباعية العدسات، الأساسية بذقة 64MP والتانية واسعة الزاوية 119 درجة بذقة 13MP والثانية لتصوير Macro بذقة 2MP والرابعة بذقة 2MP للعزل.
تدغم الكاميرا تصوير بتقنية 4K ومقاطع Slow Motion ب 120fps و 960fps بذقة HD، وفلاش LED مزدوج، والكاميرا الأمامية بذقة 20MP.

## وصلات خارجية
- مواصفات هواتف شاومي